# Marius Urzică
Marius Urzică född den 30 september 1975 i Topţita, Rumänien, är en rumänsk gymnast.
Han tog OS-silver i bygelhäst i samband med de olympiska gymnastiktävlingarna 1996 i Atlanta och OS-guld i samma gren i samband med de olympiska gymnastiktävlingarna 2000 i Sydney.
Han tog OS-silver i bygelhäst och OS-brons i lagmångkampen i samband med de olympiska gymnastiktävlingarna 2004 i Aten.